# Siphonoecetes colletti
Siphonoecetes colletti är en kräftdjursart som beskrevs av Charles Spence Bate 1856. I den svenska databasen Dyntaxa används istället namnet Siphonoecetes kroeyeranus. Enligt Catalogue of Life ingår Siphonoecetes colletti i släktet Siphonoecetes och familjen Ischyroceridae, men enligt Dyntaxa är tillhörigheten istället släktet Siphonoecetes och familjen Corophidae. Arten är reproducerande i Sverige. Inga underarter finns listade i Catalogue of Life.